# اچ‌نوام‌اس استورد (جی۲۶)
اچ‌نوام‌اس استورد (جی۲۶) (به انگلیسی: HNoMS Stord (G26)) یک کشتی بود که طول آن ۱۱۰٫۵ متر (۳۶۲ فوت ۶ اینچ) بود. این کشتی در سال ۱۹۴۳ ساخته شد.